# Comuna Homuteț, Mirhorod
Homuteț (în ucraineană Хомутець) este o comună în raionul Mirhorod, regiunea Poltava, Ucraina, formată din satele Dovhalivka, Homuteț (reședința) și Mali Sorociînți.

## Demografie
Componența lingvistică a comunei Homuteț
     Ucraineană (97,73%)
     Rusă (2,09%)
     Alte limbi (0,15%)
Conform recensământului din 2001, majoritatea populației comunei Homuteț era vorbitoare de ucraineană (97,73%), existând în minoritate și vorbitori de rusă (2,09%).